# Bertil Thulin
Bror Bertil Thulin, född 16 maj 1903 i Örgryte församling, död 26 februari 1985 i Lessebo församling, var en svensk fotbollsspelare (anfallare) som spelade för Gais.
Thulin debuterade i allsvenskan säsongen 1926/1927 och spelade 21 av 22 matcher för Gais då klubben tog det allsvenska guldet. Han spelade i Gais till nästa guldsäsong, 1930/1931, då det emellertid bara blev två matcher för Thulin.
Viss uppståndelse väcktes när Thulin värvades till Lessebo GoIF och var med om att lyfta upp klubben till division II säsongen 1934/1935. Lessebo hade tidigare värvat flera etablerade fotbollsspelare genom att erbjuda anställning på bruket, och en riksomfattande tidning skrev när klubben gick upp i division II: "Ingenting hindrar att ett litet bruk anställer ett stjärnlag på sitt kontor och blir allsvenskt. Men hur sportsligt systemet läggs upp, så är det väl ändå meningen att de största fotbollslandsdelarna skola bära sporten och inte de minsta."
Thulin spelade en A-landskamp för Sverige 1929.